# Bahnhof Alphen aan den Rijn
Der Bahnhof Alphen aan den Rijn ist ein Trennungsbahnhof in der Stadt Alphen aan den Rijn, die in der niederländischen Provinz Zuid-Holland liegt. Er befindet sich an der Bahnstrecke Woerden–Leiden, von der hier die Bahnstrecke Gouda–Alphen aan den Rijn abzweigt, und ist ein Intercity-Halt.

## Geschichte
Der Bahnhof wurde 1878 nach dem Bau der Strecke und des Gebäudes durch die Spoorweg-Maatschappij Leiden - Woerden eröffnet. Wegen starker Bodensenkungen musste das Gebäude innerhalb eines Jahres wieder abgerissen werden, der fast identische Neubau wurde am 1. Dezember 1879 eröffnet.
1915 wurde der Bahnhof mit Uitgeest angeschlossen, diese Bahnlinie wurde aber schon in 1936 geschlossen und abgerissen. 1932 wurde der Bahnhof mit der Eröffnung der Bahnstrecke Gouda–Alphen aan den Rijn vergrößert. 2004 wurde der Bahnhof mit dem Bau eines neuen Bahnsteigs und der Inbetriebnahme von Gleis 4 für den S-Bahn-ähnlichen Probebetrieb der RijnGouwelijn auf den Strecken Gouda – Alphen aan den Rijn und Alphen aan den Rijn – Leiden angepasst. Der Bahnsteig ist zurzeit aber nicht mehr in Betrieb. 
Der Bahnhof befindet sich etwas südlich vom Zentrum der Stadt. Lange Zeit – bis zum Bau des Viertels Kerk en Zanen – lag er am Rande der Stadt.

## Neubau

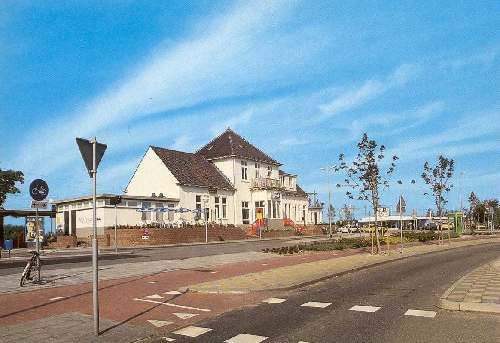
Historisches Empfangsgebäude im Jahr 1990

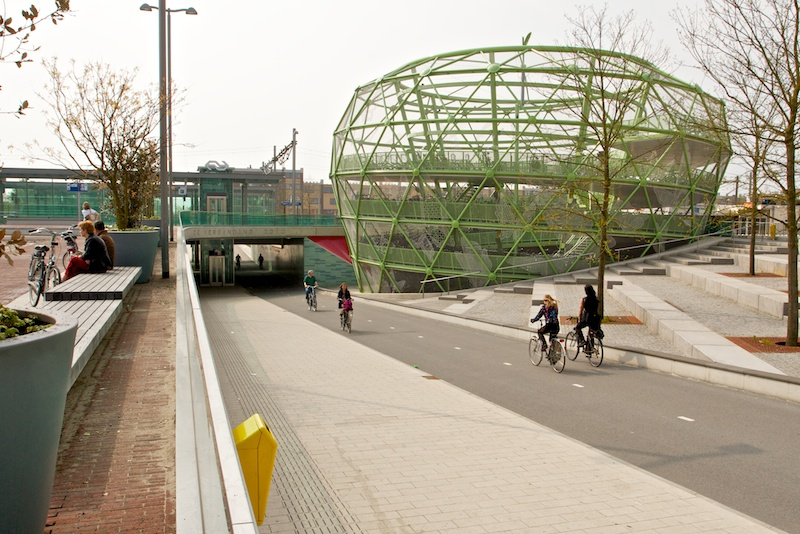
Fahrradtunnel

Die Gemeinde Alphen aan den Rijn beschäftigt sich schon seit 1998 mit Plänen für das Bahnhofsgebiet. Ende 2006 begannen die Bauarbeiten. Eine wichtige Änderung ist der Bau eines Fahrrad- und Fußgängertunnels unter den Gleisen. Das ursprüngliche Empfangsgebäude aus 1879 wurde 2007 abgerissen. Im Juli und August 2008 wurde der erste Teil des Tunnels (Gleis 1 und 2) angelegt. Im Sommer 2009 wurde der Tunnel durch den Weiterbau unter den Gleisen 3 und 4 fertiggestellt. Seit 20. März 2010 ist der Tunnel zu benutzen.

## Bahnbetrieb
Im Jahresfahrplan 2022 bedienen folgende Linien den Bahnhof Alphen aan den Rijn:
| Zugtyp    | Linienverlauf                                                                             | Frequenz                                                                                       |
| --------- | ----------------------------------------------------------------------------------------- | ---------------------------------------------------------------------------------------------- |
| Intercity | Leiden Centraal – Alphen aan den Rijn – Woerden – Utrecht Centraal                        | halbstündlich                                                                                  |
| Sprinter  | Alphen aan den Rijn – Gouda                                                               | halbstündlich; Teil von R-net                                                                  |
| Sprinter  | Alphen aan den Rijn – Gouda                                                               | halbstündlich (fährt abends und am Wochenende nicht); Teil von R-net                           |
| Sprinter  | (Leiden Centraal – Alphen aan den Rijn –) Woerden – Utrecht Centraal (– Houten Castellum) | halbstündlich (fährt nur in der HVZ die gesamte Strecke; fährt abends und am Wochenende nicht) |

### Bahnstrecke Gouda–Alphen aan den Rijn
Kurz nach Eröffnung der Bahnstrecke Gouda – Alphen aan den Rijn fuhren nur 10–15 Züge pro Tag zwischen beiden Bahnhöfen. Nach ein paar Jahren wurde die Anzahl erhöht, einige Züge fuhren auch weiter nach Leiden Centraal. Mit der 1950 durchgeführten Elektrifizierung der Strecke Woerden – Leiden endeten diese Züge wieder in Alphen aan den Rijn. 
Die Züge nach Gouda fuhren dann im Stundentakt, ergänzt durch einige Züge in den Hauptverkehrszeiten. Seit 1970 fahren die Züge im Halbstundentakt, ab 1985 fuhren auch wieder einige Züge in der Hauptverkehrszeit weiter nach Leiden. Nach einigen Jahren wurde die Anzahl der Züge nach Leiden erhöht. Zwischen 2002 und 2009 wurde der Stoptrein nach Gouda vor allem mit Swift A32 Lightrail-Fahrzeugen gefahren. Danach wurde die Verbindung wieder mit normalen Fahrzeugen der NS befahren. Seit 2016 ist die Linie Bestandteil des Nahverkehrskonzeptes R-net. Die Züge verkehren in daher rot-grauen Farben, abweichend von der üblichen, blau-weißen Farbwahl der NS.

### Bahnstrecke Woerden–Leiden
Momentan verkehrt auf der Strecke Leiden – Woerden ein InterCity-Zugpaar von Leiden CS bis Utrecht CS im 30-Minuten-Takt.

## Busbahnhof
Der Busbahnhof wurde während der Bauarbeiten seitlich zum Parkplatz auf der Havenstraat verlegt. In Zukunft soll der Busbahnhof aber wieder auf den Bahnhofsvorplatz zurückkehren. Viele der hier verkehrenden Buslinien starten und enden am Bahnhof.

### Stadtbusse (Connexxion)
- 73: Bahnhof – Kerk & Zanen – Rijnhaven – Bahnhof
- 74: Bahnhof – Rijnhaven – Kerk & Zanen – Bahnhof
- 75: Bahnhof – Ridderveld – Herenhof – Centrum – Bahnhof
- 77: Bahnhof – Zentrum – Herenhof – Ridderveld – Bahnhof

### Streeklijnen (Connexxion)
- 147: Alphen aan den Rijn – Nieuwveen – Nieuwkoop – Uithoorn Busstation
- 165: Alphen aan den Rijn – Hazerswoude – Benthuizen - Zoetermeer (Centrum-West) (sonntags Linie 665)
- 169: Alphen aan den Rijn – Koudekerk – Leiden CS
- 182: Alphen aan den Rijn – Ter Aar – Hoogmade – Leiden CS
- 249: Alphen aan den Rijn – Hoogmade – Leiden CS

### Interliner (Connexxion)
- 370: Alphen aan den Rijn – Leimuiden – Schiphol Plaza/NS
- 380: Alphen aan den Rijn – Hazerswoude – Zoetermeer – Den Haag
- 381: Alphen aan den Rijn – Hazerswoude – Zoetermeer – Den Haag